# Estação Moskovskaia (metro de Níjni Novgorod)
Moskovskaia (em russo:  Московская) é uma das estações das linhas Linha Avtosavodskaia e Sormovskaia do metro de Níjni Novgorod, na Rússia. Estação «Moskovskaia» está localizada entre as estações «Tchkalovskaia» e «Gorhkovskaia» (linha Avtosavodskaia) e está localizada entre as estações «Canavinskaia» e «Strelka» (linha Sormovskaia).